# Il sogno di Scipione
Il sogno di Scipione  (v českém překladu Scipionův sen) je opera W. A. Mozarta z roku 1771 (KV 126). Poprvé byla uvedena v Salcburku v květnu roku 1772. Jde o jednoaktovou operu v italštině. Autorem libreta je Pietro Metastasio.

## Postavy
- Scipio (římský generál), tenor
- Costanza (bohyně stálosti), soprán
- Fortuna (bohyně štěstí), soprán
- Publio (Scipionův adoptivní děd), tenor
- Emilio (Scipionův otec), tenor
- Licenza (alegorická postava holdování), soprán
- sbor blažených

## Děj
Děj se inspiruje spisem Scipionův sen od starověkého myslitele Cicera. 
Generálovi Scipionovi se ve snu zjeví dvě bohyně. Costanza je bohyně stálosti a Fortuna bohyně štěstí. Požádají jej, aby si mezi nimi vybral. Vedou jej do nebe, kde se Scipio setkává se svým otcem a dědem. Ukazují mu Zemi z nebeské perspektivy a učí jej ctnostem. Scipio je ohromen krásou a chce již zůstat v nebi. Má však úkol se na Zemi ještě vrátit a porazit Kartágo. Než se tak stane, musí se rozhodnout, zda se vrátí po boku Costanzy, nebo Fortuny. Po dlouhém rozvažování volí stálost a věrnost po boku Costanzy. V závěru se objevuje alegorická postava Licenza. Ta chválí Scipia za jeho správné rozhodnutí.
Postava Scipia má představovat Hieronyma von Colloreda, tehdejšího salcburského arcibiskupa. Původně měl Scipio představovat jeho předchůdce v úřadu Zikmunda Kryštofa ze Schrattenbachu. Ten však mezi dokončením opery a jejím prvním uvedením zemřel.